# Oenopota valentina
Oenopota valentina é uma espécie de gastrópode do gênero Oenopota, pertencente a família Mangeliidae.